# Jaroslav Halbhuber-Habr
Jaroslav Halbhuber-Habr (30. března 1887 Břekova Lhota – 22. prosince 1972 Praha) byl český učitel náboženství, farář, redaktor, člen diecézní rady a přednosta archivně-muzejního oddělení úřadu ústřední rady Církve československé husitské.

## Život
Jaroslav Halbhuber-Habr byl učitel náboženství, farář, redaktor, člen diecézní rady a přednosta archivně-muzejního oddělení úřadu Ústřední rady Církve československé husitské. Narodil se jako Jaroslav Halbhuber (změna příjmení na Habr mu byla povolena v roce 1946) v rodině venkovského učitele. Po absolvování studií na učitelském ústavu v Příbrami, která dokončil v roce 1906, šel ve šlépějích svého otce a věnoval se učitelské dráze. Od vzniku Církve československé husitské se zajímal o její dílo a setkání s Karlem Farským a příbramským farářem Františkem Kalousem jej přivedlo k službě evangeliu Ježíše Krista. Do církve vstoupil 4. dubna 1921. Od roku 1924 studoval na Husově československé evangelické fakultě bohoslovecké v Praze. Během bohosloveckých studií byl ustanoven pomocným duchovním v Hostomicích (1924–1925). Při památném prvním svěcení 8. ledna 1925 v chrámu svatého Mikuláše na Starém Městě přijal od patriarchy Karla Farského pověření ke službě v církvi. 
Celý duchovenský život se věnoval pedagogické práci na katechetských místech, působil nejen jako profesor náboženství, ale i inspektor náboženské výuky (od roku 1926). Deset let vedle toho zastával funkci pomocného duchovního v Praze na Smíchově (1925–1935). V letech 1927–1939 vyučoval katechetiku v Bohoslovecké koleji, až do roku 1947 byl členem zkušební komise pro učitele československého náboženství. Zastával též funkci jednatele Spolku učitelů náboženství, v letech 1935–1941 byl členem pražské diecézní rady. Od roku 1939 byl ustanoven zatímním správcem Ústředního archivu a muzea, kde až do roku 1947 spolupracoval s archivářem Veleslavem Růžičkou. Vedle toho od roku 1938 pracoval jako školský poradce ústřední rady a její pověřenec pro jednání s úřady ve věcech školských. V letech 1948–1953 byl pověřen vedením archivně-muzejního oddělení úřadu ústřední rady. Od konce roku 1951 do léta 1952 k tomu vypomáhal v duchovní správě v Ďáblicích. Z činné katechetské služby byl penzionován 1. dubna 1949, duchovenskou službu opustil k 1. únoru 1953.
Pro Církev československou husitskou napsal několik školních učebnic, které měly vysokou odbornou úroveň po stránce pedagogické, ale také došly ocenění svým širokým rozhledem v přírodních vědách.  Připomeňme si jeho Seménka, jež získala pochvalu Výzkumného ústavu pedagogického Jana Amose Komenského v Praze.
Učebnice Seménka vyšla v několika vydáních. Dále Prameny, Okénka, Pomněnky, Umučení Pána našeho Ježíše Krista podle sepsání Matoušova, Jádro, Stručný přehled církevních dějin, Přehled dějin pedagogiky, Úvod do katechetiky CČS. Redigoval i vlastivědný sborník Krajem Horymírovým, v letech 1935–1939 byl redaktorem časopisu Malý Čechoslovák, přispíval do Náboženské revue, Českého zápasu, Idey, Svobody svědomí a Husovy ligy.